# Supercoppa del Portogallo 1986 (hockey su pista)
La Supercoppa del Portogallo 1986 è stata la 5ª edizione dell'omonima competizione portoghese di hockey su pista. Il torneo ha avuto luogo dal 18 al 25 ottobre 1986. 
A conquistare il trofeo è stato il Porto al quarto successo nella sua storia.

## Squadre partecipanti
| Club    | Qualificazione                                          | Partecipazioni precedenti (il grassetto indica la vittoria) |
| ------- | ------------------------------------------------------- | ----------------------------------------------------------- |
| Porto   | Detentore della 1ª Divisão e della Coppa del Portogallo | 1983, 1984, 1985                                            |
| Benfica | Finalista della Coppa del Portogallo                    | 1982, 1983                                                  |

## Risultati
| Squadra 1 | Totale  | Squadra 2 | Andata | Ritorno |
| --------- | ------- | --------- | ------ | ------- |
| Porto     | 12 - 11 | Benfica   | 7 - 4  | 5 - 7   |

| Porto 18 ottobre 1986 Finale di andata | Porto | 7 – 4 | Benfica |  |

| Lisbona 25 ottobre 1986 Finale di ritorno | Benfica | 7 – 5 | Porto |  |